# Vèbre (település)
Vèbre település Franciaországban, Ariège megyében. Lakosainak száma 115 fő (2022. január 1.). Vèbre Albiès, Appy, Lassur, Urs és Caychax-et-Senconac községekkel határos.

## Népesség
A település népessége az elmúlt években az alábbi módon változott:
| Lakosok száma | 149  | 130  | 128  | 138  | 130  | 127  | 125  | 124  | 121  | 115  |
|               | 1968 | 1982 | 1990 | 2006 | 2013 | 2015 | 2017 | 2019 | 2020 | 2022 |